# Teslyn Barkman
Teslyn Siobhan Barkman (Puerto Argentino/Stanley, 17 de noviembre de 1987) es una periodista y política de las islas Malvinas que se desempeña como Miembro de la Asamblea Legislativa del territorio británico de ultramar de las Islas Malvinas por la circunscripción electoral de Camp desde 2017. Antes de ingresar a la política, fue periodista de Penguin News.

## Carrera
Mientras trabajaba para el Penguin News, criticó públicamente los planes para que los miembros de la Asamblea Legislativa ganaran un salario de  40.000 libras esterlinas, trabajando a tiempo completo, declarando que era demasiado alto y que no atraería candidatos adecuados.
En 2013, formó parte de una delegación que viajó a los Estados Unidos para presionar al Congreso de ese país para que reconozca los resultados del referéndum sobre la soberanía de las islas de 2013. Más tarde ese año, se presentó a las elecciones generales de 2013, siendo una de las candidatas más jóvenes y la única menor de treinta años. Sin embargo, ella no pudo ganar un asiento en la circunscripción de Puerto Argentino/Stanley al terminar sexta.
Después de esto, en 2017, volvió a presentarse como candidata a la Asamblea Legislativa, esta vez para la circunscripción electoral de Camp. Ganó una banca al obtener el segundo puesto. En las elecciones generales de 2021 fue elegida nuevamente por Camp, esta vez obteniendo el primer puesto.